# 雷爾夫斯布拉夫 (阿肯色州)
雷爾夫斯布拉夫（英語：Relfs Bluff）是位於美國阿肯色州林肯縣的一個非建制地區。該地的面積和人口皆未知。

## 地理
雷爾夫斯布拉夫的座標為33°48′04″N 91°50′34″W / 33.80111°N 91.84278°W，而該地的平均海拔高度為79米（即259英尺）。